# Почаївська міська територіальна громада
Почаївська міська громада — територіальна громада в Україні, в Кременецькому районі Тернопільської области. Адміністративний центр — м. Почаїв.
Площа громади — 218,3 км², населення — 18 021 осіб (2020).
Утворена 7 серпня 2015 року шляхом об'єднання Почаївської міської ради та Старотаразької сільської ради Кременецького району.
19 липня 2020 року, в результаті адміністративно-територіальної реформи та ліквідації Кременецького району, громада увійшла до складу новоутвореного Кременецького району.

## Населені пункти
У складі громади 1 місто (Почаїв) і 11 сіл:
- Борщівка
- Будки
- Валігури
- Затишшя
- Комарин
- Комарівка
- Лідихів
- Лосятин
- Ридомиль
- Старий Почаїв
- Старий Тараж